# Auditorium Carvajal
El Auditorium Carvajal es el único auditorio de Melilla (España), ubicado en el n.º 12 de la avenida Cándido Lobera, Ensanche Modernista y que forma parte del Conjunto Histórico Artístico de la Ciudad de Melilla, un Bien de Interés Cultural. Este auditorio al aire libre ha sido durante décadas un referente en la programación musical, teatral y social de la ciudad.

## Historia
El Auditórium Carvajal fue inaugurado el 17 de julio de 1962 en Melilla, bajo el mandato del alcalde Luis Carvajal Arrieta, de quien toma su nombre. Concebido como un espacio al aire libre, respondió a la creciente demanda de instalaciones culturales y de ocio en la ciudad. Con una capacidad inicial de 5.400 personas, pronto se convirtió en uno de los principales escenarios de la vida cultural melillense, siendo sede de los Festivales de España y de eventos durante la Feria de Melilla.

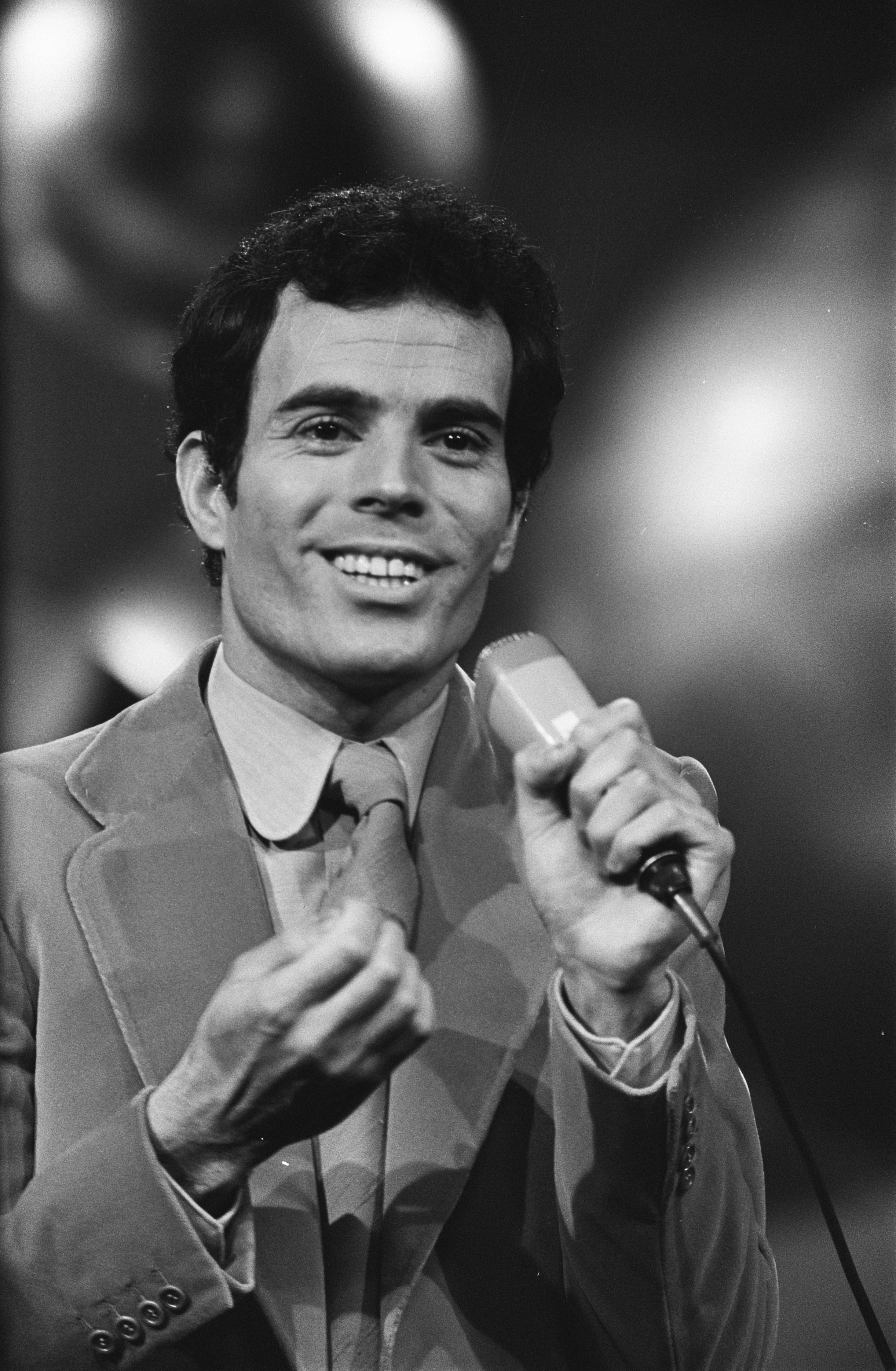
Julio Iglesias en la década de 1970

Durante las décadas de 1960, 1970 y 1980, vivió su época dorada, acogiendo a artistas de renombre como Julio Iglesias, Camilo Sesto, Massiel, Manolo Escobar, Paco de Lucía y Rocío Jurado, entre otros. La ciudad vibraba con su programación constante de conciertos, galas y representaciones teatrales.
Sin embargo, a partir de los años 90, el auditorio sufrió un proceso de deterioro debido a la falta de mantenimiento. A partir de los 2000, la Consejería de Cultura llevó a cabo planes de rehabilitación, renovando su infraestructura y recuperando su relevancia cultural. Hoy en día, el Auditórium Carvajal sigue siendo un referente cultural en la ciudad, acogiendo conciertos, festivales y eventos estivales.

## Descripción
Su diseño arquitectónico destaca por su forma de abanico, que permite una distribución óptima del público, facilitando la visibilidad desde todos los puntos hacia el escenario central.
Con una capacidad inicial de 5.400 personas, el auditorio cuenta con una gran grada en forma de abanico, lo que garantiza una excelente vista para todos los asistentes. Las gradas están dispuestas en niveles ascendentes, con la disposición radial que favorece tanto la acústica como la visibilidad de los espectáculos, permitiendo que el público pueda disfrutar de una experiencia cómoda y completa.
El escenario central es amplio, con dimensiones adecuadas para albergar una variedad de eventos, como conciertos, teatro, cine y galas. En el fondo del escenario se encuentra una fuente luminosa que se ilumina durante los espectáculos nocturnos, añadiendo un componente visual espectacular a las actuaciones.
Además, el Auditórium Carvajal ha sido objeto de varias rehabilitaciones y mejoras a lo largo de los años, con especial atención a la actualización de las gradas, los sistemas de iluminación, el sonido, y las instalaciones técnicas. Se han renovado los camerinos y zonas de servicio para adaptarse a las necesidades de artistas y organizadores de eventos.

## Actividades
El Auditórium Carvajal ha sido escenario de una amplia variedad de eventos culturales, musicales y sociales, consolidándose como un referente en la vida cultural de Melilla. Su capacidad para acoger una amplia gama de actividades lo convierte en uno de los principales espacios culturales de la ciudad.

### Festivales y conciertos

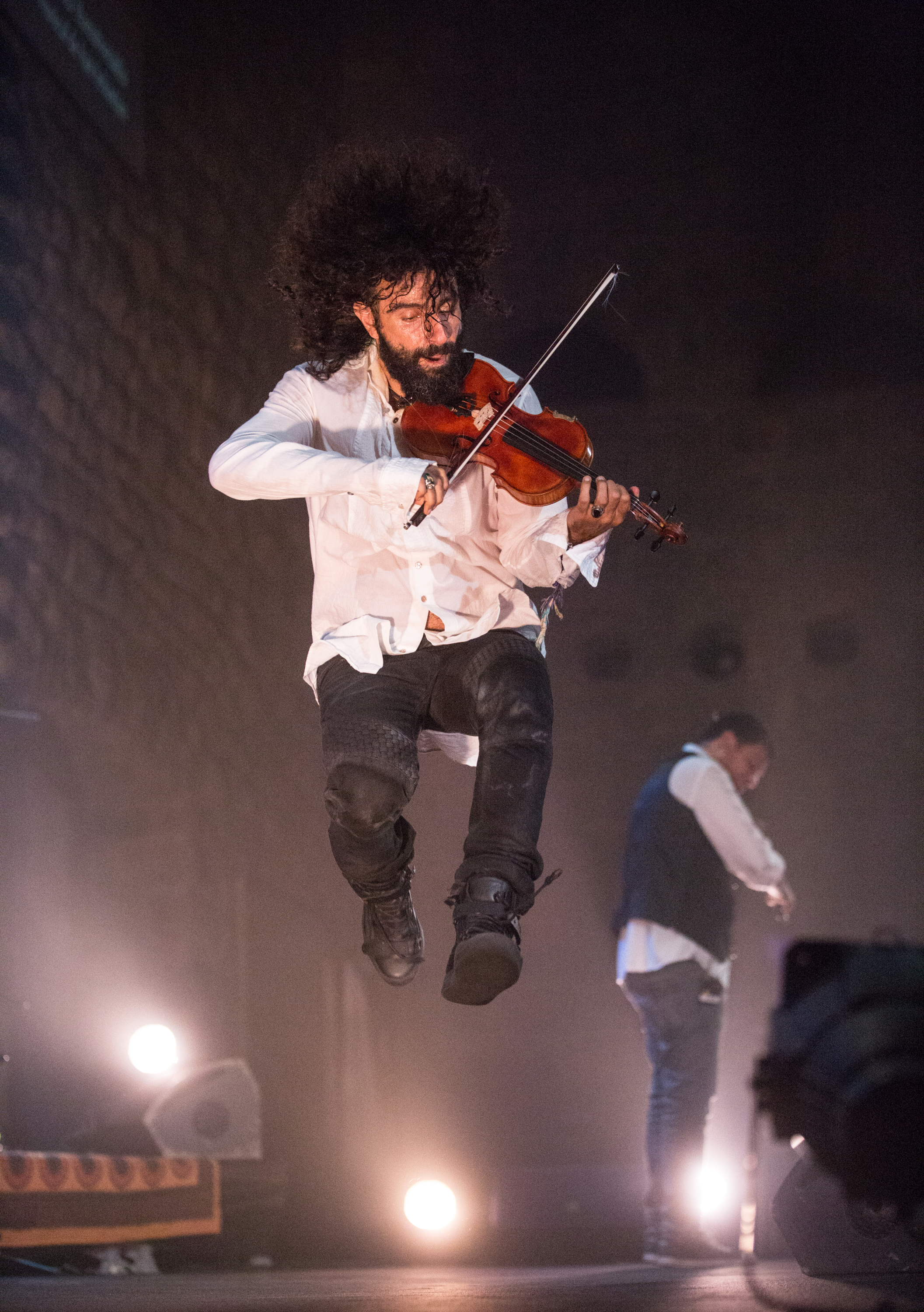
Ara Malikian

El auditórium ha sido sede de importantes festivales, como el ciclo "Cinco en Tempo", que ofrece una programación diversa durante el verano, y el festival "Melilla en Negro", centrado en la música urbana. Además, ha acogido conciertos de artistas de renombre como Raphael, Antonio Orozco, Vanesa Martín y Ara Malikian, quienes han recibido el cálido aplauso del público melillense.

### Eventos institucionales y sociales
El Auditórium Carvajal también ha sido escenario de eventos institucionales, como la gala de presentación de la nueva programación de Televisión Melilla, y otras actividades de carácter social que contribuyen al dinamismo cultural de la ciudad.

### Certámenes y concursos locales
El auditorio es el lugar donde se celebran certámenes populares como la Gala de Miss y Míster Melilla, un certamen de belleza que reúne a participantes locales y atrae a numerosos asistentes. Además, durante las festividades del Carnaval, el espacio acoge el Concurso de Chirigotas y Comparsas, que destaca por su música y humor, representando una de las tradiciones más queridas por los melillenses.
Otro evento importante es el Festival de la Primavera Joven, que ofrece una plataforma para que jóvenes talentos locales en diversas disciplinas artísticas muestren su creatividad y habilidades.